# Gaï Severine
Gaï Illitch Severine (en russe : Гай Ильич Северин), né le 24 juillet 1926 à Tchoudovo (oblast de Novgorod) et mort le 7 février 2008 à Moscou, est un académicien de l'Académie des sciences de Russie, docteur en sciences techniques, professeur et membre permanent de l'Académie internationale d'astronautique, qui contribua à travers ses publications au développement des systèmes de survie et des combinaisons spatiales. Il fut le directeur général et le concepteur en chef de l'entreprise NPP Zvezda.

## Biographie

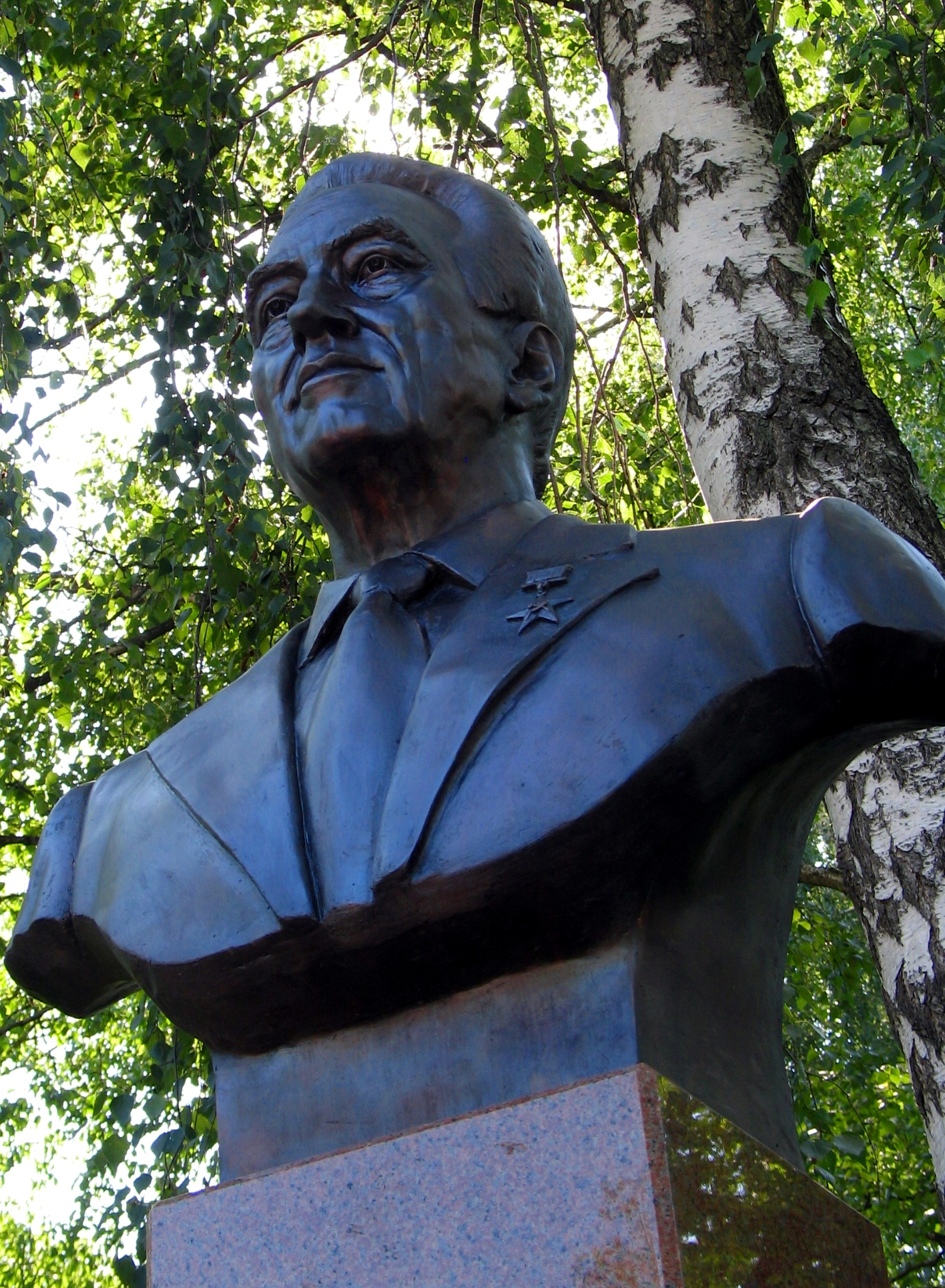
Buste en bronze de Gaï Severine situé à Tomilino

En 1949 il sort diplômé de l’Institut d'aviation de Moscou. À partir de 1947, Severine travaille au centre de recherche Gromov Flight Research Institute situé à Joukovski, où il se consacre à la recherche et aux essais en vol de systèmes de survie pour l'équipage des avions ainsi des systèmes de ravitaillement en vol.
Un groupe d'ingénieurs dirigé par Severine travaillent alors au développement de prototypes de systèmes d'atterrissage et glissières d'évacuation d'urgence pour la capsule spatiale Vostok.
À partir de 1964, Gaï Severine occupe les fonctions de concepteur en chef, concepteur général puis finalement directeur général de l'entreprise NPP Zvezda située à Tomilino, près de Moscou. Sous sa direction, l'entreprise développe des combinaisons spatiales, des systèmes de survie et des glissières d'évacuation d'urgence pour l'ensemble des engins spatiaux de l'Union soviétique puis de la Russie ainsi que pour les stations spatiales en orbite. Il participe notamment à la préparation du vol de Youri Gagarine ainsi que d'autres vols spatiaux de cosmonautes soviétiques sur Vostok, le sas spécial pour sortie extravéhiculaire du Voskhod 2, de système de propulsion autonome et des engins spatiaux Soyouz.
Guy Severin meurt à l'hôpital le 7 février 2008 après s'être cassé les deux jambes en faisant du ski dans la région de Moscou. L'enterrement civil a lieu à Tomilino le 11 février 2008. Parmi les personnalités présentes figurait le concepteur de fusée Boris Tchertok, dernier collègue de Sergueï Korolev. Le 24 juillet 2008, un buste en bronze à la mémoire de Gaï Severine est inauguré sur le territoire de NPP Zvezda à Tomilino.

## Distinctions
- Héros du travail socialiste (1982)[2]
- Ordre du Mérite pour la Patrie (1996)
- Ordre de Lénine, deux fois en 1966 et en 1971[3]
- Ordre de la révolution d'Octobre (1971)[3]
- Prix Lénine (1965)[2]
- Prix d'État de l'URSS (1978)[3]

### Ouvrages
- (en) I. P. Abramov, Isaak Pavlovich Abramov et Å. Ingemar Skoog, Russian spacesuits, Springer Praxis Books in Space Exploration, 2003, 366 p. (ISBN 185233732X et 9781852337322)